# Halo 2
Vous lisez un « bon article » labellisé en 2012.
Pour les articles homonymes, voir Halo.
Halo 2 est un jeu vidéo de tir à la première personne développé par Bungie Studios. Commercialisé sur console Xbox le 9 novembre 2004, c'est la suite de Halo: Combat Evolved. Le portage sur Windows, adapté par Microsoft Game Studios, est commercialisé le 31 mai 2007. Cette version ajoute des armes, véhicules et cartes multijoueurs, ainsi qu'un nouveau moteur du jeu.
Le joueur occupe alternativement les rôles du super-soldat humain le Major (Master Chief) John-117 et de l'Arbiter Thel 'Vadamee, un soldat Covenant, durant le conflit entre l'Alliance Covenante et le Commandement Spatial des Nations unies. Celui-ci se déroule au XXVIe siècle.
Après le succès du précédent opus, Halo: Combat Evolved, une suite était attendue. Bungie la travaille à partir d'éléments absents dans le premier épisode, dont le mode multijoueur sur internet par le biais du Xbox Live.
Dès sa sortie, Halo 2 est le jeu le plus populaire du Xbox Live, en atteignant le 9 mai 2007, cinq millions de joueurs uniques sur le réseau. Halo 2 est le jeu le plus vendu de la Xbox avec plus de 6,3 millions d'exemplaires rien que pour les États-Unis. Le jeu a été bien accueilli, notamment pour son mode multijoueur. Toutefois, la campagne a fait l'objet de nombreuses critiques quant à sa fin, d'un suspens certain.
Le jeu est ensuite porté sur Xbox One le 9 novembre 2014 pour les 10 ans du jeu.

## Trame

### Contexte
Halo 2 se déroule au XXVIe siècle. Les humains, sous l'autorité du Commandement Spatial des Nations unies, ou UNSC (d'après la désignation anglaise United Nations Space Command), ont développé le voyage plus rapide que la lumière et colonisé de nombreuses planètes. En 2525, Harvest, une colonie éloignée, a été décimée par l'Alliance Covenante, une coalition extraterrestre théocratique et militaire. Déclarant la guerre à l'humanité aux noms de leurs dieux, les Forerunners, les Covenants commencent à éradiquer toutes les planètes humaines grâce à leur supériorité numérique et technologique. Après que le bastion humain Reach a été détruit, un vaisseau, le Pillar of Autumn, suit le protocole Cole et lance une série de sauts spatiaux destinés à mener les Covenants le plus loin possible de la Terre. L'équipage découvre un anneau Forerunner nommé Halo, que les Covenants souhaitent activer. Menant une guérilla sur la surface de l'anneau, les humains découvrent que l'anneau est en fait une arme de dernière chance destinée à contenir un parasite, le Flood. Le spartan John-117 et l'IA Cortana apprennent que l'activation de l'arme empêchera l'expansion du Flood en détruisant toute vie dans la galaxie. Au lieu d'activer l'anneau, le supersoldat échappe à l'intelligence artificielle de Halo, Guilty Spark et fait exploser les moteurs du Pillar of Autumn, détruisant l'installation et empêchant l'expansion du parasite. Le spartan et Cortana rentrent ensuite sur Terre pour prévenir d'une invasion Covenant imminente.

### Scénario
Se déroulant peu après les évènements du roman Halo : Opération First Strike, Halo 2 démarre avec le procès d'un commandant Élite dans la capitale mobile des Covenants Grande Bonté. L’Élite est déchu de son rang, accusé d'être un incapable pour n'avoir pas réussi à empêcher les humains de détruire Halo. Il est torturé par Tartarus, le chef des Brutes. Sur Terre, le Major et le sergent Avery Johnson sont récompensés pour leurs actions sur Halo par Terrence Hood, la commandante Miranda Keyes accepte quant à elle une médaille au nom de son père décédé sur l'anneau, le capitaine Jacob Keyes.
Une flotte Covenante apparaît en dehors du périmètre défensif de la Terre et débute l'invasion de la planète. Tandis que l'UNSC détruit une grande partie de la flotte, un croiseur, avec à son bord un important membre de la hiérarchie de l'Alliance Covenante, le Haut Prophète du Regret, attaque la ville de New Mombasa au Kenya. Le Major aide à nettoyer la ville des Covenants, tandis que le prophète tente de s'échapper en effectuant un saut spatial. Le commandant Keyes, le sergent Johnson, Cortana et le Major le suivent à bord du vaisseau In Amber Clad. L'équipe découvre une autre installation Halo ; réalisant le danger que représente l'anneau, Keyes envoie le Major tuer le prophète du Regret pendant qu'elle et le sergent recherchent l'Index, la clé d'activation de l'installation.
Pendant ce temps, les prophètes offrent la possibilité au commandant Covenant déchu de se racheter, en lui offrant le poste d'Arbiter pour qu'il poursuive son combat pour l'alliance. Durant sa première mission pour tuer des hérétiques, l'Arbiter découvre « 343 Guilty Spark », désigné comme l'Oracle par les Covenants, et le ramène à Grande Bonté. Après cela, la flotte Covenant et Grande Bonté rejoignent le nouveau Halo, alias l'installation 05, à la suite d'un appel de détresse du prophète du regret, qui se fait finalement tuer par le Major. Bombardé depuis l'espace, le Major tombe dans un lac et est secouru par une mystérieuse créature tentaculaire.
La mort du prophète sème la discorde au sein des races de l'Alliance Covenante, notamment du fait que les Brutes remplacent les Élites dans la protection des prophètes. L'Arbiter est envoyé pour trouver et capturer l'Index, Johnson, et Keyes mais se retrouve confronté à Tartarus. Il révèle à l'Arbiter que les prophètes ont ordonné l'annihilation des Élites.
L'Arbiter est sauvé par la créature tentaculaire et rencontre le Major dans les entrailles de l'installation. La créature, Gravemind ou Fossoyeur, est le chef des Floods. Il révèle à l'Arbiter que le Grand voyage détruirait les Floods, les humains et les Covenants. Il envoie l'Arbiter et le Major à différents endroits pour stopper l'activation d'Halo. Le Major est téléporté dans Grande bonté, où une guerre civile a éclaté au sein de l'Alliance Covenante. Le In Amber Clad se fracasse dans la cité, Cortana réalise alors que Gravemind les a utilisé pour se répandre. Le parasite envahit la cité. Le prophète de la vérité ordonne à Tartarus d'emmener Keyes, Johnson et Guilty Spark à la salle de contrôle de Halo et activer l'anneau. Pendant que le Major suit le prophète qui est en train de quitter la cité à bord d'un vaisseau Forerunner, Cortana reste en arrière pour détruire Grande Bonté et Halo si Tartarus réussit à activer l'anneau.
L'Arbiter est envoyé à la surface de Halo où il rejoint ses alliés pour attaquer les positions des Brutes. Avec l'aide de Johnson, il affronte Tartarus dans la salle de contrôle. Quand l'Arbiter tente de convaincre Tartarus que le prophète les a tous trahis, Tartarus lance le processus d'activation de l'anneau et une bataille s'ensuit. L'Arbiter et Johnson parviennent à tuer Tartarus tandis que Miranda Keyes retire l'Index. Au lieu d'éteindre l'anneau entièrement, un système est enclenché, mettant l'installation 05 et les autres Halo en mode de veille, ne pouvant être réactivés qu'à partir d'un emplacement lointain, que Guilty Spark nomme L'Arche. Alors que le vaisseau du prophète de la Vérité arrive au milieu d'une bataille sur Terre, Terrence Hood, commandant en chef des défenses de la Terre demande au major ce qu'il fait à bord de ce vaisseau. Ce dernier lui répond « Monsieur, je faisais un peu de ménage ».

## Système de jeu
Halo 2 est un jeu de tir à la première personne dans lequel le joueur utilise une combinaison de véhicules et armes aliens et humains durant toute la durée du jeu. La barre de vie du joueur n'est pas visible, il est en fait équipé d'un bouclier absorbant les dommages, et qui se régénère automatiquement lorsque le joueur ne reçoit pas de tirs.
Le joueur peut porter deux armes mais ne peut en utiliser qu'une seule à la fois. Toutefois, certaines armes peuvent être utilisées simultanément, réduisant la précision, empêchant l'usage des grenades et l'attaque de mêlée mais permettant de disposer d'une puissance de feu plus importante. Le joueur peut porter jusqu'à huit grenades. Une des nouveautés d'Halo 2 inclut la possibilité d'aborder les véhicules ennemis proches du joueur, et arrivant à vitesse réduite. Le joueur peut ainsi déloger le pilote.

### Campagne
Le mode « Campagne » permet de jouer aussi bien à un seul qu'à plusieurs joueurs. Le joueur doit achever une série de niveaux, dans lesquels il joue alternativement le Spartan John-117 et un Elite nommé Arbiter, qui occupent des rôles diamétralement opposé dans le conflit en cours durant le jeu. Au-delà des différences du scénario, l'Arbiter diffère du Spartan par la présence d'un camouflage actif à courte durée sur son armure.
Quatre niveaux de difficultés sont exposés : « Facile », « Normale », « Héroïque », « Légendaire ». Une élévation du niveau de difficulté entraîne une augmentation du nombre, du niveau, de la vie et de la précision des ennemis, ainsi qu'une réduction de la durée du camouflage de l’Arbiter, une plus grande sensibilité du joueur aux dégâts et des changements occasionnels de dialogue.
Il existe du contenu caché au sein du jeu, notamment des Easter egg, des messages, des objets cachés et des armes. Des crânes sont également dissimulés dans les niveaux. Ces derniers sont situés dans des lieux difficiles à atteindre. Une fois activé, chaque crâne a un effet spécifique sur le déroulement du jeu. Par exemple, le crâne Spoutnik altère la masse des objets du jeu, les explosions les propulsant ainsi bien plus loin que d'ordinaire. Tous les crânes peuvent être activés simultanément permettant ainsi de cumuler les effets.

### Multijoueur
Contrairement à son prédécesseur, Halo 2 permet aux joueurs de s'affronter via le Xbox Live, en complément du système permettant de jouer à plusieurs sur une seule console. Les modes multijoueurs Halo 2 changent radicalement des précédents jeux de tir à la première personne. Traditionnellement, un joueur héberge, sur son ordinateur ou sa console, une partie et configure la partie, les autres joueurs rejoignent la partie par la suite via un système tel que GameSpy. Dans Halo 2, le joueur choisit une playlist, comprenant plusieurs types de parties, et rejoint d'autres joueurs sans pour autant héberger la partie.
Chris Butcher, designer technique en chef, a commenté le développement du mode multijoueur d'Halo 2 en janvier 2007 dans le magazine britannique Edge. Répondant à une vague d'articles sur le sujet, Butcher indique sa position sur le sujet : « Pour Halo 2, nous avons braqué nos regards sur le réseau. Nous avons pensé aux grandes LAN que nous avons faites sur Halo 1, et décidé de tenter de recréer cette fantastique expérience de jouer avec tous vos amis, mais en utilisant le Xbox Live au lieu de remplir la pièce de consoles et de télévisions. Passer d'un mode sans internet à un tout nouveau mode de jeu en ligne était un grand challenge, et nous avons dû laisser de nombreuses choses inachevées afin de pouvoir finir le jeu à temps pour la date fixée aux fans ».

## Développement
Halo n'a jamais été planifié comme une trilogie, mais avec le succès commercial du premier volet, une suite était attendue. Le scénariste et directeur des cinématiques de Bungie, Joseph Staten, rappelle que durant le développement de Halo: Combat Evolved, Bungie « avait clairement de bonnes idées pour étendre le scénario et le gameplay et nous savions que nous ne pourrions pas tout faire tenir dans un seul jeu ». Le fort soutien de la part de l'éditeur pour cette suite a permis une plus grande marge de manœuvre ainsi que l'intégration d'idées ambitieuses qui avaient été perdues durant le développement de Halo: Combat Evolved.
Une des principales caractéristiques de Halo 2 est le multijoueur. Dans le premier volet, le multijoueur s'effectuait via un système de liaison câblée entre consoles. La plupart des joueurs n'ont jamais joué à de grandes cartes, et peu de joueurs ont pu profiter de parties jusqu'à 16 joueurs, cela requiert en effet quatre consoles. Le chef du développement, Chris Butcher, indique « Nous avons vu que très peu de fans avaient la possibilité de faire cela et nous nous sommes demandés comment apporter ce plaisir à tout le monde. Ce serait quelque chose de très spécial et d'unique »,.
Halo 2 est officiellement annoncé en septembre 2002 par le biais d'une bande-annonce, par la suite ajoutée au DVD de Halo: Combat Evolved. Une vidéo de test en temps réel du gameplay est montrée à l'E3 2003, dévoilant ainsi les premières images du jeu au public. La vidéo met en évidence quelques nouveautés du jeu telles que la possibilité de tenir deux armes simultanément ou les meilleures performances graphiques. Toutefois, de nombreux éléments de la bande-annonce n'étaient pas achevés au moment de la présentation.
Dans le but d'achever le jeu plus rapidement, Bungie a dû revoir ses ambitions concernant certaines parties du jeu. Un an avant la sortie, le studio a dû mettre les bouchées doubles, si bien qu'un des designers en chef, Jamie Griesemer, regrette l'absence de travail de relecture à la fin du développement,. Le cliffhanger très brutal de la fin du jeu n'était pas souhaité et découle du manque de temps du studio pour achever le jeu.

## Musique
La bande son de Halo 2 a été composée par Martin O'Donnell et Michael Salvatori, la même équipe à l'origine de la musique du premier volet. O'Donnell indique à ce sujet que « faire une suite n'est jamais simple. Vous voulez faire en sorte que tout soit aussi bien voire mieux et abandonner tout ce qui semblait plus faible ». Le compositeur a fait en sorte qu'aucune partie du jeu ne soit complètement silencieuse, en indiquant que le bruit ambiant est un des principaux moyens pour immerger le joueur. Une pièce sombre est sinistre mais ajouter un bruit de plancher qui craque et des rats filant sur les murs peuvent rendre la chose bien plus réelle. Contrairement à son prédécesseur, Halo 2 a été enregistré de manière à utiliser au maximum du son multicanal Dolby Digital 5.1.
Durant l'été 2004, le producteur Nile Rodgers et Martin O’Donnell décident de sortir la musique de Halo 2 en deux CD séparés. Le premier volume contient tous les principaux morceaux présents dans le jeu ainsi que la musique inspirée par le jeu, tandis que le second volume contient le reste des musiques du jeu. Le premier CD sort le 9 novembre 2004 et on y retrouve notamment Steve Vai et des morceaux composés Joe Satriani, Incubus, Breaking Benjamin et Hoobastank. Le second CD sort le 25 avril 2006.

## Publication

### Version Xbox
La sortie de Halo a été accompagnée par une forte promotion, des produits dérivés et des publicités imitant des bandes-annonces de films. Une fête de pré-sortie a été organisée à l'E3 2004, au cours de laquelle une habitation privée a été transformée afin de reproduire le monde de Halo, avec soldats en tenue de camouflage et des Cortana.
En plus des formes traditionnelles de publicité, Halo 2 a aussi fait partie d'un projet de jeu en réalité alternée appelé I Love Bees (en), pour un coût estimé à un million de dollars. Ce jeu centré autour d'un site web piraté, un site traitant d'apiculture où une IA du futur résidait. Ce projet a attiré l'attention de sites comme Slashdot et Wired News. Wired a indiqué que ce jeu a détourné l'attention de l'élection présidentielle américaine de 2004. Le jeu a gagné un prix pour sa créativité aux 5e Game Developers Choice Awards et a été nommé pour un Webby Award. Le 14 octobre 2004, une copie de la version française du jeu a été postée sur Internet et a été largement diffusée.
Halo 2 a été vendu dans une édition standard et dans une édition limitée. L'édition limitée contient la même chose que l'édition standard ainsi que des offres promotionnelles, une couverture différente et un DVD du making-of du jeu, le tout contenu dans une boite en aluminium. De plus, le manuel est écrit du point de vue de l'Alliance Covenante, plutôt que de le CSNU comme le livret de l'édition standard. Cette édition contient également un livret avec des informations supplémentaires sur le scénario d'un point de vue humain et convenant.
La première sortie officielle d'Halo 2 se fait au Canada, en Australie, en Nouvelle-Zélande et aux États-Unis, le 9 novembre 2004. Le jeu était très attendu : trois semaines avant la sortie, 1,5 million d'exemplaires avait déjà été pré-commandés. De nombreuses personnes ont fait la queue à minuit lors de la sortie du jeu et l'événement a attiré l'attention des médias. Le jeu est ensuite sorti le 10 novembre 2004 en France et dans d'autres pays européens et le 11 novembre 2004 au Royaume-Uni. Il s'est vendu à 2,4 millions d'exemplaires et a rapporté 125 millions de dollars en 24 heures, devenant ainsi le meilleur lancement de l'histoire du divertissement devant le film Pirates des Caraïbes : Le Secret du coffre maudit. Au Royaume-Uni, 260 000 exemplaires ont été vendus lors de la première semaine après sa sortie, en faisant le 3e jeu se vendant le plus vite dans ce pays. Le 20 juin 2006, le site xbox.com a annoncé que plus d'un demi-million de parties de Halo 2 avaient été jouées sur le Xbox Live. Halo 2 est le jeu le plus vendu de la Xbox, avec 8,46 millions d'exemplaires vendus en novembre 2008. Le 25 septembre 2007, Halo 2 était le 5e jeu le plus vendu aux États-Unis, avec 6,3 millions d'exemplaires vendus d'après le NPD Group. De sa sortie jusqu'à novembre 2006, Halo 2 était le jeu le plus populaire sur le Xbox Live, même après la sortie de la Xbox 360 ; il n'a été dépassé qu'à la sortie de Gears of War. Halo et Halo 2 font toujours partie des jeux les plus payés sur Xbox.

### Version Windows
Le 9 février 2006, Nick Baron a annoncé qu'Halo 2 sortirait sur PC, mais exclusivement pour Windows Vista. Bien que ceci soit une décision de Microsoft pour améliorer les ventes de Vista, le jeu peut fonctionner sur Windows XP grâce à un correctif non officiel. Le jeu a été porté par une petite équipe de Microsoft Game Studios qui a travaillé en collaboration avec Bungie. La version Windows contient 2 cartes supplémentaires, un éditeur de cartes, ainsi que de meilleurs graphismes.
Halo 2 pour Windows devait initialement sortir le 8 mai 2007 mais la sortie a ensuite été repoussée au 31 mai. Ce délai est dû à la présence de nudité dans le jeu. L'erreur était l'apparition d'un homme montrant ses fesses dans l'éditeur de cartes.

## Accueil
Halo 2 a reçu un accueil élogieux. En termes d'avis global, le jeu a reçu un score général de 95 % sur Metacritic et GameRankings, sites webs collectant les notes attribuées par les critiques sur Internet. Le jeu a ainsi reçu un total de 38 récompenses.
De nombreux critiques ont salué la musique et l'ambiance sonore du jeu comme étant particulièrement vifs,. Le mode multijoueur s'est directement inséré au top des jeux Xbox Live du moment. Game Informer ainsi que d'autres sites internet ont mieux noté ce mode de jeu que celui de son prédécesseur Halo: Combat Evolved, pointant des nouvelles options de jeu et un gameplay moins répétitif. La plupart des critiques ont noté que Halo 2 se tient à la formule qui a fait le succès du premier volet. Le magazine Edge conclut son test du jeu en le résumant comme « n'ayant rien de nouveau » mais dont on sait qu'il fonctionnera.
La campagne du jeu a été considérée comme étant trop courte et ayant une fin trop abrupte. GameSpot note que l'alternance de l'histoire entre le côté Covenant et le côté humain distrait le joueur et le détourne de l'histoire principale.
La version Windows reçoit un accueil plus mitigé avec une note de 7,5 sur 10 par IGN et 7/10 par GameSpot. Les critiques se tournent principalement vers sa sortie tardive et ses performances graphiques d'ores et déjà obsolètes.

## Postérité
Dès la sortie du jeu, en 2004, la chaîne de télévision G4 a affirmé que la parution de Halo 2 marquait un tournant majeur pour l'industrie du jeu vidéo dans les années 2000 et que cela allait contribuer à définir la façon dont les joueurs joueraient dans les années suivantes. « Le jeu de Bungie a dopé les abonnements au Xbox Live et donné un aperçu de nombre de fonctionnalités qui feront partie du service en ligne de Microsoft sur la prochaine console », écrit Sterling McGarvey. Les éditeurs de Popular Mechanics font figurer Halo 2 parmi les 15 événements de la décennie, attribuant au jeu la démocratisation du jeu en ligne sur console. Paul Chapman de The Province a écrit que « des jeux tels que Call of Duty: Modern Warfare 2 ne seraient pas aussi agréables à jouer si le terrain n'avait pas été préparé par Halo 2 ».

## Doublage français
- David Kruger : Major John-117
- Hélène Vanura : Cortana
- Jean-Pierre Pouvreau : 343 Guilty Spark
- Marc Bretonnière : Sergent Avery Johnson
- Daniel Gall : Amiral Lord Terrence Hood
- Philippe Catoire : Thal Vadamee
- Jean-Marie Burucoa : Haut Prophète de la Vérité
- Jean-Loup Horwitz : Haut Prophète du Regret
- Patrick Préjean : Haut Prophète de la Pitié
- Benoît Allemane : Tartarus
- Bernard Lanneau : Rtas' Vadumee
- Bernard Tiphaine : Sesa' Refumee
- Thierry Mercier : Le Fossoyeur
- Voix diverses : Gérard Surugue, Emmanuel Garijo, José Luccioni